# Burgos-Burpellet-BH/2025
Deze pagina geeft een overzicht van de Burgos-Burpellet-BH-wielerploeg in 2025.

## Algemene gegevens
Teammanager: Julio Andres Izquierdo
Ploegleiders: Jetse Bol, Jesús Ezquerra, Damien Garcia
Fietsmerk: BH

## Renners
| Naam                  | Geboortedatum | Nationaliteit | Ploeg 2024                       |
| --------------------- | ------------- | ------------- | -------------------------------- |
| Clément Alleno        | 08-10-2000    | Frankrijk     |                                  |
| Rodrigo Alvarez       | 24-08-1999    | Spanje        |                                  |
| Antonio Angulo        | 18-02-1992    | Spanje        |                                  |
| Mario Aparicio        | 23-04-2000    | Spanje        |                                  |
| Georgios Bouglas      | 17-11-1990    | Griekenland   |                                  |
| Josh Burnett          | 26-10-2000    | Nieuw-Zeeland | MitoQ - NZ Cycling Project       |
| Daniel Cavia          | 02-06-2002    | Spanje        | Club Ciclista Padronés - Cortizo |
| Sergio Geovani Chumil | 08-10-2000    | Guatemala     |                                  |
| Hugo de la Calle      | 12-07-2004    | Spanje        | Club Ciclista Padronés - Cortizo |
| David Delgado         | 13-07-2000    | Spanje        |                                  |
| José Manuel Díaz      | 18-01-1995    | Spanje        |                                  |
| Eric Antonio Fagúndez | 19-08-1998    | Uruguay       |                                  |
| Jose Luis Faura       | 15-09-2000    | Spanje        | Club Ciclista Padronés - Cortizo |
| Sinuhé Fernández      | 15-06-2000    | Spanje        |                                  |
| Ángel Fuentes         | 05-11-1996    | Spanje        |                                  |
| Carlos García Pierna  | 23-07-1999    | Spanje        | Equipo Kern Pharma               |
| George Jackson        | 20-02-2000    | Nieuw-Zeeland |                                  |
| Vojtěch Kmínek        | 11-09-2000    | Tsjechië      | Club Ciclista Padronés - Cortizo |
| Tomoya Koyama         | 18-07-1998    | Japan         | Vini Monzon - Savini Due - OMZ   |
| Merhawi Kudus         | 23-01-1994    | Eritrea       | Terengganu Cycling Team          |
| David Martín          | 19-02-1999    | Spanje        | Team Polti Kometa                |
| Alexandre Mayer *     | 29-04-1998    | Mauritius     | Foran CCC                        |
| Ander Okamika         | 02-04-1993    | Spanje        |                                  |
| Jambaljamts Sainbayar | 04-09-1996    | Mongolië      |                                  |

* Mayer per 19 juni

### Stagiairs
Per 1 augustus 2025
| Naam              | Geboortedatum | Nationaliteit | Vorige ploeg                     |
| ----------------- | ------------- | ------------- | -------------------------------- |
| Ibai Bidaurrazaga | 23-06-2002    | Spanje        | -                                |
| Marc Torres       | 21-12-2004    | Spanje        | Club Ciclista Padronés - Cortizo |

### Vertrokken
| Naam               | Geboortedatum | Nationaliteit | Ploeg 2025           |
| ------------------ | ------------- | ------------- | -------------------- |
| Jetse Bol          | 08-09-1989    | Nederland     | gestopt              |
| Jesús Ezquerra     | 30-11-1990    | Spanje        | gestopt              |
| Alejandro Franco   | 26-09-2001    | Spanje        | gestopt              |
| Aaron Gate         | 26-11-1990    | Nieuw-Zeeland | XDS Astana Team      |
| Victor Langellotti | 07-06-1995    | Monaco        | INEOS Grenadiers     |
| Sebastián Mora     | 19-02-1988    | Spanje        | Illes Balears Arabay |
| Óscar Pelegrí      | 30-05-1994    | Spanje        | gestopt              |
| Karel Vacek        | 09-09-2000    | Tsjechië      | gestopt              |

## Overwinningen
| Nationale kampioenschappen wielrennen Mauritius, tijdrit: Alexandre Mayer Uruguay, tijdrit: Eric Antonio Fagúndez Guatemala, tijdrit: Sergio Geovani Chumil Griekenland, tijdrit: Georgios Bouglas Mongolië, tijdrit: Jambaljamts Sainbayar Ronde van Sharjah 1e etappe: Mario Aparicio O Gran Camiño 4e etappe: Sergio Chumil Ploegenklassement: *1) Ronde van Hainan Ploegenklassement: *2) Ronde van Asturië Jongerenklassement: Hugo de la Calle | Trans-Himalaya Cycling Race Ploegenklassement: *3) Bergklassement Ronde van Burgos: Carlos García Pierna |  |

*1) Ploeg O Gran Camiño: Burnett, Cavia, Chumil, Fagúndez, Fernández, Okamika, Sainbayar
*2) Ploeg Ronde van Hainan: Alleno, Angulo, Cavia, Fuentes, Jackson, Kmínek, Koyama
*3) Ploeg Trans-Himalaya Cycling Race: Álvarez, Bouglas, Fuentes, Koyama Martín, Sainbayar,
Burgos-Burpellet-BH · Caja Rural-Seguros RGA · Equipo Kern Pharma · Euskaltel-Euskadi · Israel-Premier Tech · Lotto · Q36.5 Pro Cycling Team · Team Flanders-Baloise · Team Novo Nordisk · Team Polti VisitMalta · Toscana Factory Team Vini Fantini · TotalEnergies · Tudor Pro Cycling Team · Unibet Tietema Rockets · Uno-X Mobility · VF Group-Bardiani CSF-Faizanè · Wagner Bazin WB
2006 · 2007 · 2008 · 2009 · 2010 · 2011 · 2012 · 2013 · 2014· 2015· 2016· 2017· 2018· 2019· 2020· 2021 · 2022 · 2023 · 2024 · 2025